# Arctopiophila arctica
Arctopiophila arctica is een vliegensoort uit de familie van de Piophilidae. De wetenschappelijke naam van de soort is voor het eerst geldig gepubliceerd in 1883 door Holmgren.